# Ленинский район (Киров)
Ле́нинский райо́н — один из четырёх городских административных районов города Кирова в Кировской области России.

## Географическое положение
Крупнейший по численности населения и второй по площади район Кирова. Район занимает нижний юго-западный угол города. С северной стороны Октябрьского района его отделяет улица Спасская до пересечения с улицей Дерендяева, затем улица Московская. С восточной стороны Ленинский район граничит с Первомайским по улице Карла Маркса, затем граница уходит на восток по улице Блюхера. Ещё южнее, от реки Вятки на запад проходит граница с Нововятским районом.
В Ленинском районе сосредоточено множество объектов социальной инфраструктуры города. Здесь находятся все 5 городских кинотеатров, множество спортивных стадионов, ботанический сад.
В районе действуют 7 высших учебных учреждений, 8 колледжей, 4 ПУ и 10 общеобразовательных школ. Работает 10 библиотек, в том числе главная областная библиотека. Здесь находятся Кировский государственный цирк, Кировская диорама, одна из крупнейших в России, Кировский театр кукол, 6 дворцов и домов культуры.
Район обладает значительным экономическим потенциалом. На его территории зарегистрировано более 7 тысяч предприятий. Здесь располагаются лидеры торговой отрасли города — торговые центры «Вятка-ЦУМ», «Глобус», «Росинка», «Европейский», «Атлант», «Фестиваль», «Планета», «Jam Молл».

## История
23 июня 1936 года город Киров был разделён на три района: Сталинский, Ждановский и Молотовский. Территория нынешнего района вошла в состав Молотовского района. 2 января 1957 года Ждановский район был ликвидирован, часть его территории вошла в состав Молотовского района, который переименовали в Ленинский. 30 сентября 1958 года по 31 мая 1962 года район был упразднён.
31 марта 1972 года часть территории района была передана во вновь образованный Первомайский район.

## Население
Согласно данным переписи 2002 г., население района составляло 194 047 человек, по данным переписи 2010 г. — уже 210 889. Таким образом, за 8 лет численность жителей увеличилась примерно на 8 %.
Численность городского населения в пределах городской черты:
| 1970     | 1979     | 1989     | 2002     | 2009     | 2010     | 2012     | 2013     | 2014     |
| -------- | -------- | -------- | -------- | -------- | -------- | -------- | -------- | -------- |
| 166 292  | ↘163 466 | ↗203 268 | ↘194 047 | ↗200 820 | ↗205 313 | ↗207 405 | ↗209 321 | ↗211 151 |
| 2015     | 2016     | 2017     | 2018     | 2019     | 2020     | 2021     |          |          |
| ↗214 513 | ↗217 062 | ↗219 896 | ↗222 465 | ↗225 771 | ↗228 575 | ↘211 292 |          |          |

## Микрорайоны
В городской черте района находится крупнейший жилой массив города — Юго-Западный, микрорайон Лянгасово (бывший посёлок городского типа), аэропорт Победилово.

## Административное подчинение

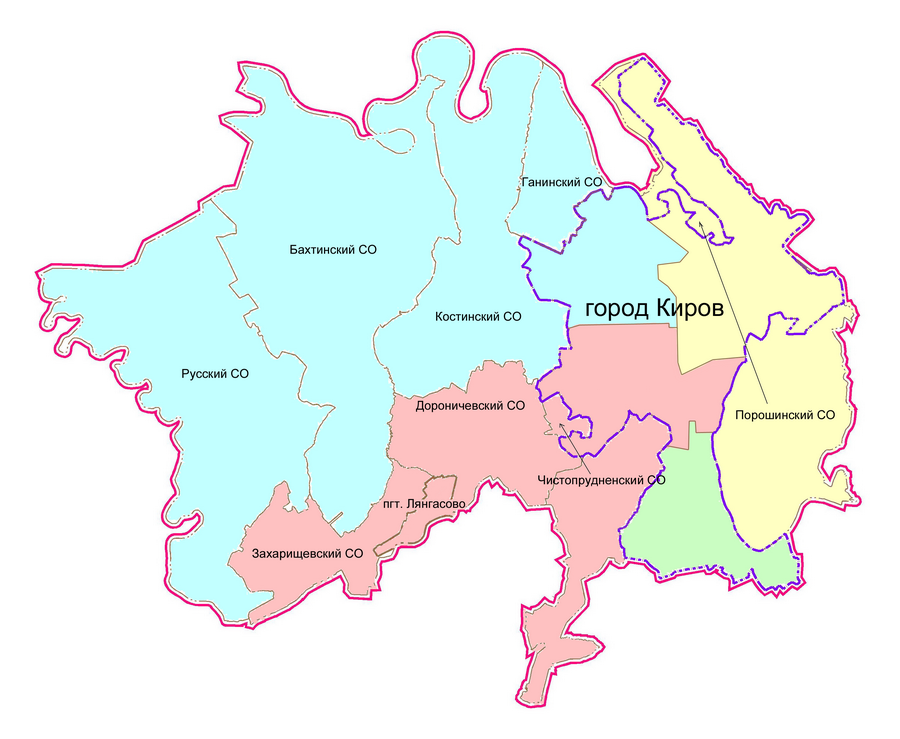
Районы города Кирова с подчинёнными территориями:
Октябрьский район
Нововятский район
Первомайский район
Ленинский район

Району также подчинены территории трёх бывших сельских округов (Дороничевский, Захарищевский, Чистопрудненский), включающие 56 населённых пунктов (ныне входящих в состав муниципального образования город Киров).
| №  | Населённый пункт | Тип нп       | Население |
| -- | ---------------- | ------------ | --------- |
| 1  | 932 км           | ж.д. казарма | 0         |
| 2  | Бздюли           | деревня      | 0         |
| 3  | Блохи            | деревня      | 4         |
| 4  | Бобыли           | деревня      | 13        |
| 5  | Бони             | деревня      | 17        |
| 6  | Ваньшины         | деревня      | 18        |
| 7  | Вахренки         | деревня      | 12        |
| 8  | Верхнее Скопино  | деревня      | 1         |
| 9  | Воронье          | деревня      | 46        |
| 10 | Дороничи         | посёлок      | ↗3042     |
| 11 | Дряхловщина      | деревня      | 17        |
| 12 | Дуркино          | деревня      | 5         |
| 13 | Захарищевы       | посёлок      | 895       |
| 14 | Истоминцы        | деревня      | 4         |
| 15 | Иунинцы          | деревня      | 187       |
| 16 | Камешник         | деревня      | 12        |
| 17 | Катковы          | деревня      | 112       |
| 18 | Кирины           | деревня      | 2         |
| 19 | Кобели           | деревня      | 5         |
| 20 | Козулинцы        | деревня      | 3         |
| 21 | Кочергинцы       | деревня      | 8         |
| 22 | Кропачи          | деревня      | 2         |
| 23 | Кудино           | деревня      | 5         |
| 24 | Лихачи           | деревня      | 4         |
| 25 | Ломовская        | деревня      | 138       |
| 26 | Лянгасы          | деревня      | 3         |
| 27 | Машкины          | деревня      | 7         |
| 28 | Меркуши          | деревня      | 11        |
| 29 | Нижнее Скопино   | деревня      | 10        |
| 30 | Никуленки        | деревня      | 13        |
| 31 | Новалихинский    | починок      | 19        |
| 32 | Олинцы           | деревня      | 1         |
| 33 | Пеньково         | деревня      | 23        |
| 34 | Полевщина        | деревня      | 2         |
| 35 | Прохоровцы       | деревня      | 0         |
| 36 | Рубцы            | деревня      | 10        |
| 37 | Русское          | деревня      | 4         |
| 38 | Сарбаи           | деревня      | 6         |
| 39 | Сватково         | деревня      | 29        |
| 40 | Седуновщина      | деревня      | 17        |
| 41 | Сиухино          | деревня      | 33        |
| 42 | Соски            | деревня      | 5         |
| 43 | Старые Кисели    | деревня      | 47        |
| 44 | Счастливцевы     | деревня      | 7         |
| 45 | Томиловы         | деревня      | 3         |
| 46 | Цепели           | деревня      | 14        |
| 47 | Чернядьевы       | деревня      | 10        |
| 48 | Чирки            | деревня      | 16        |
| 49 | Чистые Пруды     | посёлок      | 1235      |
| 50 | Чуркино          | деревня      | 29        |
| 51 | Чухломинский     | ж.д. станция | 17        |
| 52 | Чучи             | деревня      | 11        |
| 53 | Шипеловы         | деревня      | 7         |
| 54 | Шкляевская       | деревня      | 68        |
| 55 | Шустовы          | деревня      | 8         |
| 56 | Югрино           | деревня      | 66        |

## Территориальное управление администрации города Кирова по Ленинскому району
- Шишкина Оксана Викторовна — заместитель главы администрации города, начальник территориального управления по Ленинскому району.

### Подразделения
- Отдел бухгалтерского учета.
- Отдел развития и содержания территорий.
- Жилищный отдел.
- Организационный отдел.
- Общий отдел.
- Земельно-правовой отдел.
- Отдел загородных территорий.